# 나가노현 선거구
나가노현 선거구(일본어: 長野県選挙区)는 일본의 참의원 선거구이다.

## 선거구 정보
| 지역      | 나가노현 전역            |
| 의원 정수 | 2명 (개선 정수 1명)      |
| 유권자 수 | 1,722,744명 (2022년 9월) |

## 역대 의원
| 홀수회                       | 홀수회                       | 홀수회        | 짝수회                     | 짝수회                       | 짝수회                           |
| 의원 1                       | 의원 2                       | 선거          | 선거                       | 의원 1                       | 의원 2                           |
| ---------------------------- | ---------------------------- | ------------- | -------------------------- | ---------------------------- | -------------------------------- |
| 한유 산시치 (일본사회당)     | 기우치 시로 (민주당)         | 1947년 제1회  | 1947년 제1회               | 요네쿠라 류야 (국민협동당)   | 기노시타 모리오 (일본자유당)     |
| 한유 산시치 (일본사회당)     | 기우치 시로 (민주당)         |               | 1948년 보궐                | 요네쿠라 류야 (국민협동당)   | 이케다 우에몬 (일본자유당)       |
| 한유 산시치 (일본사회당)     | 기우치 시로 (민주당)         |               | 1950년 제2회               | 다나하시 고토라 (일본사회당) | 이케다 우에몬 (자유당)           |
| 한유 산시치 (사회당 좌파)    | 기우치 시로 (자유당)         | 1953년 제3회  |                            | 다나하시 고토라 (일본사회당) | 이케다 우에몬 (자유당)           |
| 한유 산시치 (사회당 좌파)    | 기우치 시로 (자유당)         |               | 1956년 제4회               | 다나하시 고토라 (일본사회당) | 고야마 구니타로 (자유민주당)     |
| 한유 산시치 (일본사회당)     | 기우치 시로 (자유민주당)     | 1959년 제5회  |                            | 다나하시 고토라 (일본사회당) | 고야마 구니타로 (자유민주당)     |
| 한유 산시치 (일본사회당)     | 기우치 시로 (자유민주당)     |               | 1962년 제6회               | 하야시 도라오 (일본사회당)   | 고야마 구니타로 (자유민주당)     |
| 한유 산시치 (일본사회당)     | 기우치 시로 (자유민주당)     | 1965년 제7회  |                            | 하야시 도라오 (일본사회당)   | 고야마 구니타로 (자유민주당)     |
| 한유 산시치 (일본사회당)     | 기우치 시로 (자유민주당)     |               | 1968년 제8회               | 하야시 도라오 (일본사회당)   | 고야마 구니타로 (자유민주당)     |
| 한유 산시치 (일본사회당)     | 기우치 시로 (자유민주당)     | 1971년 제9회  |                            | 하야시 도라오 (일본사회당)   | 고야마 구니타로 (자유민주당)     |
| 한유 산시치 (일본사회당)     | 기우치 시로 (자유민주당)     |               | 1974년 제10회              | 고야마 잇페이 (일본사회당)   | 나쓰메 다다오 (자유민주당)       |
| 무라사와 마키 (일본사회당)   | 시모조 신이치로 (자유민주당) | 1977년 제11회 |                            | 고야마 잇페이 (일본사회당)   | 나쓰메 다다오 (자유민주당)       |
| 무라사와 마키 (일본사회당)   | 시모조 신이치로 (자유민주당) |               | 1980년 제12회              | 나쓰메 다다오 (자유민주당)   | 고야마 잇페이 (일본사회당)       |
| 시모조 신이치로 (자유민주당) | 무라사와 마키 (일본사회당)   | 1983년 제13회 |                            | 나쓰메 다다오 (자유민주당)   | 고야마 잇페이 (일본사회당)       |
| 시모조 신이치로 (자유민주당) | 무라사와 마키 (일본사회당)   |               | 1986년 제14회              | 고야마 잇페이 (일본사회당)   | 무카이야마 가즈토 (자유민주당)   |
| 무라사와 마키 (일본사회당)   | 시모조 신이치로 (자유민주당) | 1989년 제15회 |                            | 고야마 잇페이 (일본사회당)   | 무카이야마 가즈토 (자유민주당)   |
| 무라사와 마키 (일본사회당)   | 시모조 신이치로 (자유민주당) |               | 1992년 제16회              | 기타자와 도시미 (자유민주당) | 이마이 기요시 (일본사회당)       |
| 고야마 미네오 (신진당)       | 무라사와 마키 (일본사회당)   | 1995년 제17회 |                            | 기타자와 도시미 (자유민주당) | 이마이 기요시 (일본사회당)       |
| 고야마 미네오 (신진당)       | 무라사와 마키 (일본사회당)   |               | 1998년 제18회              | 기타자와 도시미 (민주당)     | 와카바야시 마사토시 (자유민주당) |
| 고야마 미네오 (신진당)       | 하타 유이치로 (민주당)       | 1999년 보궐   |                            | 기타자와 도시미 (민주당)     | 와카바야시 마사토시 (자유민주당) |
| 요시다 히로미 (자유민주당)   | 하타 유이치로 (민주당)       | 2001년 제19회 |                            | 기타자와 도시미 (민주당)     | 와카바야시 마사토시 (자유민주당) |
| 요시다 히로미 (자유민주당)   | 하타 유이치로 (민주당)       |               | 2004년 제20회              | 기타자와 도시미 (민주당)     | 와카바야시 마사토시 (자유민주당) |
| 하타 유이치로 (민주당)       | 요시다 히로미 (자유민주당)   | 2007년 제21회 |                            | 기타자와 도시미 (민주당)     | 와카바야시 마사토시 (자유민주당) |
| 하타 유이치로 (민주당)       | 요시다 히로미 (자유민주당)   |               | 2010년 제22회              | 와카바야시 겐타 (자유민주당) | 기타자와 도시미 (민주당)         |
| 요시다 히로미 (자유민주당)   | 하타 유이치로 (민주당)       | 2013년 제23회 |                            | 와카바야시 겐타 (자유민주당) | 기타자와 도시미 (민주당)         |
| 요시다 히로미 (자유민주당)   | 하타 유이치로 (민주당)       |               | 2016년 제24회              | 스기오 히데야 (민진당)       |                                  |
| 하타 유이치로 (국민민주당)   |                              | 2019년 제25회 |                            | 스기오 히데야 (민진당)       |                                  |
| 하타 지로 (입헌민주당)       | 2021년 보궐                  |               |                            | 스기오 히데야 (민진당)       |                                  |
| 하타 지로 (입헌민주당)       |                              | 2022년 제26회 | 스기오 히데야 (입헌민주당) |                              |                                  |

## 최근 선거 결과

### 2016년 (제24회)
|  | 52.45% |

|  | 45.69% |

|  | 1.86% |

### 2019년 (제25회)
|  | 55.13% |

|  | 39.46% |

|  | 3.35% |

|  | 2.07% |

### 2021년 (제25회 보궐)
|  | 54.77% |

|  | 42.92% |

|  | 2.31% |

### 2022년 (제26회)
|  | 44.62% |

|  | 38.74% |

|  | 10.53% |

|  | 3.26% |

|  | 1.71% |

|  | 1.13% |

## 같이 보기
- 나가노현 제1구
- 나가노현 제2구
- 나가노현 제3구
- 나가노현 제4구
- 나가노현 제5구